# 홍콩 영화 데이터베이스
홍콩 영화 데이터베이스(중국어: 香港影庫, The Hong Kong Movie DataBase, HKMDB)는 1995년, 라이언 로(Ryan Law)에 의해 만들어진 홍콩의 영화, 배우 등에 관한 온라인 데이터베이스이다. 1998년부터 운영되어 오고 있다. 2010년 1월 통계로서 영화 13,000여 편, 인물 42,000여 명에 관한 정보가 등록되어 있다. 비슷한 사이트는 http://www.hkcinemagic.com%5B깨진+링크(과거+내용+찾기)%5D 이 있다.

## 같이 보기
- 인터넷 영화 데이터베이스(IMDb)
- 한국 영화 데이터베이스(KMDb)